# Thomas Rosenboom
Pour les articles homonymes, voir Rosenboom.
Thomas Rosenboom, né le 8 janvier 1956 à Doetinchem (Pays-Bas), est un écrivain néerlandais.

## Biographie
Thomas passe sa jeunesse à Arnhem dans un milieu catholique. Après le lycée, il étudie pendant trois ans la psychologie à Nimègue, puis il commence et termine une étude de néerlandais à Amsterdam, où il a pris domicile.
Il débute en 1982 avec la nouvelle Bedenkingen ("Considérations") dans la revue "De Revisor" et en 1983 avec le livre De mensen thuis (3 récits, incluant Bedenkingen) qui lui a valu le Prix Lucy B. en C.W. van der Hoogt. Il publie ensuite en 1985 son premier roman : Vriend van verdienste ("Ami de mérite"). 
Il est le seul auteur à avoir obtenu deux fois le prix prestigieux Prix Libris, en 1994 pour Gewassen vlees ("Viande lavée") et en 1999 pour Publieke werken ("Travaux publics"). En 2003, son roman De nieuwe man ("Le nouvel homme") a été nommé pour le Prix AKO et le Prix public NS. 
En 2004, il a écrit le livre-cadeau pour la semaine du livre : Spitzen, traduit en français sous le titre "Le danseur de tango" (Stock, 2006). 
En 2006 il a publié Hoog aan de wind (récits). Suivront en 2009 : Zoete mond ("Douce bouche") (roman) et en 2012 - De rode loper (Le tapis rouge") (roman)
Plusieurs de ses livres sont traduits. Publieke werken, considéré comme son chef-d'œuvre, est traduit en allemand: "Neue Zeiten", en danois: "Offentlige arbejder", des traductions en hongrois et en français sont en préparation.